# Juan March
Juan March Ordinas (Santa Margarita, Baleares, 4 de octubre de 1880 - Madrid, 10 de marzo de 1962) fue un empresario, financiero y contrabandista español, considerado uno de los más influyentes del siglo XX.
Sus primeros negocios incluyeron el comercio de cerdos, la compraventa de terrenos y el monopolio de tabaco en Marruecos. En ambas guerras mundiales actuó principalmente del lado de los aliados siendo un ferviente anglófilo. En 1923 obtuvo su primer acta de diputado en el Parlamento nacional. Ya durante la Segunda República la obtendría por las Cortes republicanas de Baleares en 1931 y 1933.
Fundó y participó en periódicos de diversas inclinaciones políticas. Su financiación del golpe de Estado de 1936 contra el gobierno de la República fue clave para el éxito de los sublevados. Sin embargo, con el paso del tiempo, March se opuso a Franco y apostó por la monarquía.
Entre sus negocios más relevantes destacan la creación de la compañía Naval Transmediterránea en 1916, de la Compañía de Petróleos Pi en 1925  y de la Banca March en 1926, así como la compra de la Barcelona Traction. 
Al final de su vida decidió dedicar parte de su fortuna al mecenazgo y la filantropía, por lo que en 1955 creó la Fundación Juan March en apoyo y fomento a la cultura y la investigación en España y que es considerada una de las más relevantes en el ámbito internacional. Murió a los ochenta y un años de edad a causa de las lesiones producidas en un accidente de tráfico.

## Biografía

### Inicios
Procedente de una familia campesina de Santa Margarita (Mallorca), era hijo de un tratante de ganado porcino. Estudió comercio en el colegio franciscano de Puente de Inca, pero fue expulsado de la escuela.[cita requerida]
Con veinte años ya se ocupaba de tres negocios de forma simultánea: la venta de cerdos, igual que su progenitor; la compraventa de terrenos y el contrabando de tabaco, una actividad tradicional de los hombres de mar. Con los beneficios obtenidos compró terrenos de aristócratas mallorquines arruinados. Posteriormente se dedicó también a otro contrabando, adquiriendo productos en África y Gibraltar que más tarde eran vendidos en la costa valenciana. En 1906 se inició en la producción de tabaco, comprando parte de una fábrica de tabaco en Argelia; en 1911 obtuvo de la Compañía Internacional de Tabacos de Marruecos, de capital francés, el monopolio del comercio de tabaco en todo Marruecos, incluido el español. Intervino en la producción de electricidad en Baleares, donde también se hizo con acciones de la Compañía de Tranvías de Palma de Mallorca y Canarias. 
En 1915, durante la I Guerra Mundial, se vio involucrado en un incidente internacional, al dar suministros a los submarinos austriacos que operaban en el Mediterráneo occidental, resguardados en la isla de Cabrera frente a s'Avall, finca de su propiedad en la costa de Mallorca. Ello costó, a instancias del Primer Lord del Almirantazgo británico Winston Churchill, la expropiación inmediata de la isla a los propietarios por parte del ministerio español de Guerra y que nunca la recuperaran. También en 1916, como indica el periódico "El Bien Público", fue detenido en Argel por suministrar gasolina a los submarinos alemanes.
En 1916 creó la Compañía Trasmediterránea, con un capital inicial de cien millones de pesetas y fruto de la fusión de varias navieras, con la cual controlaba las comunicaciones entre Baleares y Marruecos y el tráfico de cabotaje en Levante. Juan March fue por entonces sospechoso en el asesinato de Rafael Garau el 29 de septiembre de 1916, un apuesto joven de una familia contrabandista rival, amante de su mujer. El sumario del caso estuvo envuelto en todo tipo de irregularidades: cuando un juez estaba a punto de procesar a Juan March, se le destituía o se le trasladaba, y numerosos documentos del atestado terminaron por desaparecer. No hubo forma de esclarecer el asunto, pero el pueblo de Santa Margarita lo acusó del crimen y la figura de March suscitó tanto odio en la localidad que ya no pudo volver a pisar el lugar.
Habiendo conseguido la protección (mutua) del dictador Miguel Primo de Rivera, en 1926 fundó la Banca March con el objetivo de financiar una parte de sus actividades empresariales. Previamente, en abril de 1923 fue elegido diputado a Cortes por Mallorca por Izquierda Liberal, de Santiago Alba Bonifaz.
En 1921 fue fundador e impulsor del periódico liberal El Día, que sería su órgano de expresión personal, pero también tenía parte en Madrid en el izquierdista La Libertad y en el conservador Informaciones (1925).
En las actividades denominadas negocios de guerra y además del avituallamiento de submarinos cabe destacar la venta de miles de fusiles Mauser 98 y millones de cartuchos (7,92 x 57) al cabecilla Abd el-Krim, que en el norte de Marruecos acosaba al ejército español. La entrega se hizo con los fusiles desprovistos de aguja percutora, almacenadas estas en una gabarra que no se liberó hasta que el pago acordado fue satisfecho y los intervinientes se encontraron a salvo. Como consecuencia de todas estas actuaciones, Francesc Cambó dijo de él que era "el último pirata del Mediterráneo".

### II República
Establecida la Segunda República en 1931, se inició una investigación de un año sobre sus actividades irregulares. El ministro de Hacienda Jaime Carner llegó a la conclusión siguiente en un famoso discurso: "O la República somete a March, o March someterá a la República". Fue detenido, siendo acusado de colaboración con la dictadura y de contrabando. Los libros de cuentas de March ardieron misteriosamente en Santa Margarita. Finalmente, fue encarcelado en junio de 1932 en la cárcel Modelo de Madrid acusado de llevar a cabo actividades económicas irregulares y de financiar a Primo de Rivera, consiguiendo a cambio el monopolio del tabaco en Ceuta y Melilla. En 1933 fue trasladado a la cárcel de Alcalá de Henares —en la que disfrutaba de numerosos privilegios—, de la cual se fugó el 4 de noviembre, sobornando al oficial de guardia Eugenio Vargas y huyendo a Gibraltar. Años más tarde, el régimen de Franco nombraría a este funcionario para altos cargos de Instituciones Penitenciarias. Hechos como esta evasión, que afectó grandemente el prestigio del entonces gabinete provisional de Martínez Barrio, motivaron que March fuese calificado por el exministro Mariano Ansó como "gran corruptor de hombres e instituciones". Mientras estaba preso, además, sería elegido el 3 de septiembre como vocal regional del Tribunal de Garantías de la República.
Salió, pues, March de la cárcel, llegó a Gibraltar y de allí se trasladó a París, donde la evasión alcanzará eco internacional, pues a su llegada a la capital de Francia convocó a los representantes de la prensa europea, para desmontar las acusaciones y las motivaciones ocultas. Declaró en su defensa:

Colectivamente —afirma el Sr. March— acuso a los que en 1930 vinieron a pedirme dos millones de pesetas para hacer la revolución. La República, me dijeron, le devolverá un millón por cada peseta. Acuso a cuantos me persiguieron, prevaricando a sabiendas, a los que a mi costa falsificaron documentos, a los que cometieron en la tramitación del proceso todos los delitos que es dable cometer en un procedimiento judicial. Colectivamente acuso de prevaricaciones a los ministros del Gobierno Azaña, y de un modo concreto e individual, a los Sres. Carner, Prieto y Domingo. Pero no sólo de prevaricaciones, sino de otros delitos que revisten figura penal. No me refiero, claro está, a los auxilios morales y materiales que algunos de aquellos señores hayan recabado y obtenido de mí, antes de llegar al Gobierno. A los quince días de estar recluido en la cárcel de Madrid, unos amigos o asociados del Sr. Carner, que a la sazón era ministro de Hacienda, los Sres. Viellas, comisionaron un estudio relativo a mis negocios en Marruecos, y, al mismo tiempo, el referido ministro y otros elementos del Gobierno gestionaban «oficialmente», cerca de la «Societé Internationale des Tabacs du Maroc», la rescisión de mi contrato, con el propósito manifiesto y probado de adjudicarlo a sus amigos, y previa oferta a la Sociedad de que esta entidad sería indemnizada cumplidamente. Como ya el director de la Sociedad, y el consejero español, marqués de Caviedes, objetaron al Sr. Carner la imposibilidad de ejecutar la operación sin mi asentimiento, puesto que yo era una de las partes contratantes, el ministro arguyó en su despacho oficial: «No se preocupen ustedes, March pasará en la cárcel todo el resto de su vida».
 Juan March, declaraciones a la prensa internacional en 1933. 

Todavía exiliado en París, de cara a las elecciones de 1933 decidió presentarse a los comicios; si bien inicialmente la derecha gaditana le ofreció presentarse por la circunscripción de Cádiz, finalmente lo haría por Baleares. Presentándose por el Partido Republicano de Centro, March logró obtener acta de diputado por 102 340 votos.

### Guerra Civil
Con el objetivo de negociar la financiación inicial del golpe de Estado que dio origen a la guerra civil, participa en diversas entrevistas en Biarritz. En ellas se trata de asegurar el futuro de los implicados en caso de que la sublevación no prosperase. No se ha demostrado, pero hay indicios racionales de que March dio al respecto ciertas garantías amparadas en su fortuna.
Reelegido diputado en febrero de 1936, tras la constitución del gobierno del Frente Popular, se dedicó a financiar y promover una serie de huelgas obreras en toda España para desestabilizar al nuevo ejecutivo de Manuel Azaña. Cinco meses después, March fue uno de los principales financieros del golpe de Estado. De hecho, fue quien pagó el alquiler del Dragon Rapide, el avión que trasladó al general Franco desde Tenerife a Marruecos a fin de tomar el mando del Ejército de África. Mediante su influencia, los sublevados obtuvieron el apoyo de muchos indecisos. March puso a disposición de los sublevados seiscientos millones de pesetas y creó líneas de crédito fundamentales para financiar a los rebeldes en Lisboa, Londres, Ginebra y Roma. Financió el primer puente aéreo militar de la historia, por el que se trasladaron de África a Sevilla las unidades de élite —mediante aviones alemanes Junkers Ju 52—, con lo cual se plantaron casi a las puertas de Madrid en poco tiempo, a la vez que atacaban Extremadura, adueñándose rápidamente de Badajoz.
Cabe aquí también citar su transferencia de recursos a bancos de Roma, junto a los de Manuel Salas y otros acaudalados mallorquines, para conseguir aviones italianos que irrumpen en el frente de Porto Cristo (Mallorca) a fin de frenar el desembarco republicano (agosto-septiembre de 1936). Validados los pagos y a bordo del vapor italiano Morandi, llegan en la última semana de agosto al puerto de Palma -desmontados- los primeros cazas que desde el aeródromo de Son Bonet y del incipiente de Son San Juan, atacarían a los invasores, forzando su retirada el 4 de septiembre. Su isla quedaba a salvo.
Algunos cronistas coinciden en que estos hechos iniciales constituyen la verdadera, ágil y efectiva contribución de Juan March en la primera fase de la Guerra y sin la que los sublevados no habrían conseguido cierto éxito. Este período coincide en el tiempo con la vigencia de la Junta de Defensa Nacional de España (24 de julio al 30 de septiembre de 1936): atribuir a March la financiación de la totalidad del esfuerzo bélico es objetivamente una afirmación historiográficamente controvertida.
Además de la ayuda logística y bélica a los rebeldes, aprovechó su influencia mediática para financiar una campaña de propaganda en el exterior que favoreciera la imagen de los sublevados y restase apoyos a la República. Empleó una gran cantidad de dinero en comprar a medios y periodistas para tal fin, exagerando los crímenes que se producían en la zona republican y silenciando las matanzas del bando franquista. El propio March reconocería que, solo en Francia, esta campaña le había costado más de quinientos millones de pesetas.

### Tras la Guerra Civil
March ofreció, jugando a dos barajas, comprar nominalmente la cincuentena de barcos alemanes retenidos en puertos españoles a ingleses y alemanes, sin que ninguno supiese de las negociaciones de March con el otro, para usarlos en su beneficio; los servicios de inteligencia ingleses, pese a tenerlo clasificado como "un facineroso de la peor especie", decidieron contar con él por su anticomunismo; a idéntica conclusión llegaron los alemanes, que no aceptaron su proposición. Según Robert Solborg, agente estadounidense en Lisboa en 1942, el gobierno británico (a través de su contacto con March, el agente Alan Hillgarth) decidió sobornar a los principales generales de Franco para evitar la entrada de España en la Segunda Guerra Mundial a favor de Alemania, en concreto una treintena. El agente elegido para efectuar el soborno fue March, que se encargó de convencerlos en mayor o menor medida y distribuir entre ellos una suma inicial de diez millones de dólares americanos de la época (según el estudio de 2004 del historiador Pere Ferrer Guasp). Los recursos se denominaban en clave "La Caballería de San Jorge" y eran los propiamente destinados a este tipo de operaciones estratégicas y confidenciales del tesoro británico. El Banco de Inglaterra tenía claro que Juan March respondería con su fortuna, en caso de que la operación fracasara. El propio March se quedaría con cinco millones de dólares a modo de comisión.
La estrecha relación de March con Wilhelm Canaris, máximo responsable de la Abwehr, hace presuponer que el alto mando alemán estaba al corriente y, por tanto, se trató en definitiva de un juego de equilibrios, no de una traición. Ambos bandos conocían las reglas del juego. Este es, en contra de deducciones simplistas, el verdadero éxito de Juan March. 

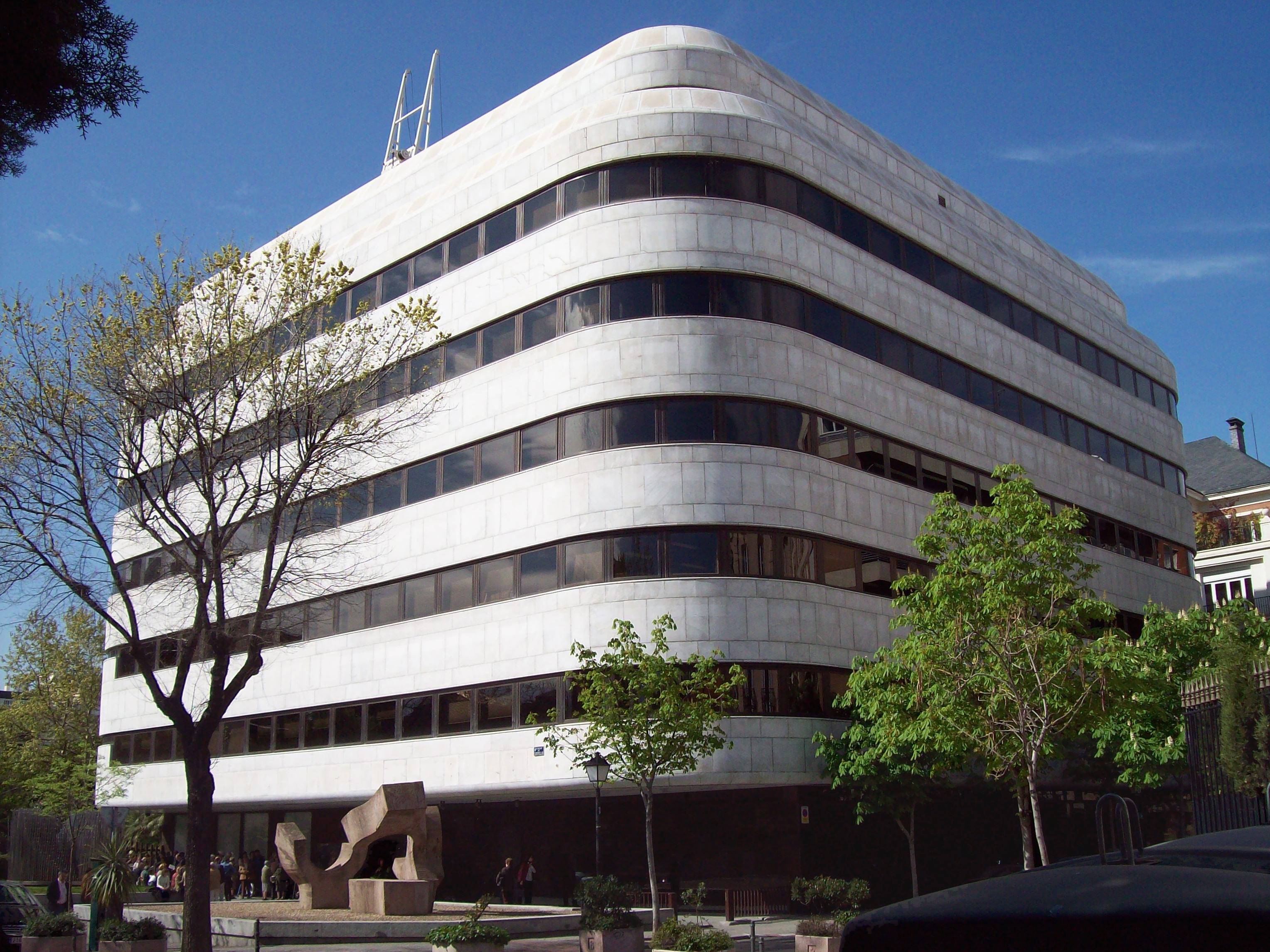
Sede actual de la Fundación Juan March, en Madrid

Posteriormente, al amparo de la dictadura franquista, realizó diversas operaciones financieras de gran calibre, como la compra de la Barcelona Traction, tras la que fundó FECSA. De hecho fue conocido como el "banquero de Franco". No es menos cierto que un cúmulo de errores en el procedimiento administrativo de la quiebra podría atribuirse más a la nefasta actuación de los juristas de la parte reclamante a lo largo de los trámites procedimentales que a los expertos y avezados abogados de March. Un detalle menor forzó de forma demoledora la nulidad del recurso (la falta de legitimación de los demandantes, una minoría de ciudadanos belgas).[cita requerida] Finalmente, el financiero mallorquín —con el apoyo decisivo del Tesoro británico— se apropió de la compañía por un precio considerado «irrisorio». Ocho años después de su muerte se fallaba a favor de España una última demanda de los intereses belgas ante el Tribunal de La Haya. Con motivo de todo este asunto, Juan March apareció en los titulares de la prensa internacional; entre ellos, destaca un largo artículo biográfico de 1979 en la revista New Yorker titulado "Privateer" (corsario), que parte del caso Barcelona Traction y en el que se describe a March como «un ejemplo de capitalismo depredador a la americana» en un país atrasado como el español.
Juan March murió el 10 de marzo de 1962 de las heridas sufridas en un accidente de automóvil sucedido dos semanas antes, el 25 de febrero de 1962, en Las Rozas (Madrid).

## Fundación Juan March
En 1955, a imitación de la Fundación Rockefeller y la Fundación Carnegie, creó la Fundación Juan March para promover la ciencia y la cultura, que dotó con 1,5 millones de dólares (300 millones de pesetas) y 12 millones de dólares (2000 millones de pesetas) a su muerte. Fue durante dos décadas una fundación de becas. En la actualidad, es una fundación operativa con programas propios, mayoritariamente a largo plazo y siempre de acceso gratuito, diseñados para difundir confianza en los principios del humanismo en un tiempo de incertidumbre y oportunidades incrementadas por la aceleración del progreso tecnológico. La Fundación organiza exposiciones y ciclos de conciertos y de conferencias. Su sede en Madrid alberga una Biblioteca y Centro de Apoyo a la Investigación especializada en arte, música y teatro español contemporáneos. Es titular del Museo de Arte Abstracto Español, de Cuenca, y del Museu Fundación Juan March, de Palma de Mallorca. Promueve la investigación científica a través del Instituto mixto Carlos III / Juan March de Ciencias Sociales, de la Universidad Carlos III de Madrid.